# Hotel zur Post (Altötting)

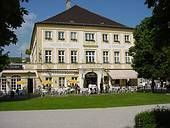
Hotel zur Post Altötting vom Kapellplatz aus gesehen

 Das „Hotel zur Post“ ist ein mehr als 700 Jahre altes Hotel im oberbayerischen Altötting und somit einer der ältesten gastronomischen Betriebe Bayerns.

## Geschichte
Erstmals 1280 erwähnt, spielte das Haus über Jahrhunderte hinweg seine Rolle als Hoftaverne. Es war zu Postkutscherzeiten Relais-Station auf der Strecke zwischen München und Wien und diente außerdem zur Unterbringung von fürstlichen Pilgern, Kardinälen, Bischöfen, Erzherzögen und Königen.
1630 brannte die Wirtschaft durch ein Feuer in den Reitställen nieder und mit ihr sieben weitere Häuser „auf dem Hof“ (Kapellplatz). 1646 erfolgte ein Neubau, der 1685–1688 vom berühmten italienischen Baumeister Enrico Zuccalli (Schloss Nymphenburg) im Stil des italienischen Barocks komplett umgestaltet wurde. Es wurde ein Lustgarten im italienischen Stil angegliedert und die Stallungen vergrößert. Die gesamte Familie Zuccalli war bei der Neugestaltung beschäftigt.
(…) Domenico Cristoforo Zucalli hat 1685 die Hofwirthschaftstaferne an der Nordseite des Kapellplatzes, den jetzigen Mayer’schen Gasthof zur Post um einen Gaden erhöt. (Kapellenrechnung 1685)
Seit 1830 ist die Wirtschaft ein freies Eigentum und trägt den Namen „Gasthof zur Post“. Der Gebäudekomplex steht aufgrund seiner architektonischen und historischen Bedeutung unter Denkmalschutz.
Nach einer Renovierung mit Hilfe öffentlicher Gelder erwarb Gerold Tandler das Hotel 1976, finanziell unterstützt von dem als „Bäderkönig“ bekannt gewordenen Eduard Zwick. Seitdem befand es sich im Besitz der Familie Tandler. Im August 2019 wurde das Hotel für 4,25 Mio. Euro zwangsversteigert und bekam einen neuen Besitzer. Nach erneuter Renovierung erfolgte im September 2021 die Wiedereröffnung.

## Bekannte Gäste
In seiner langen Tradition waren viele Staatsmänner, Kirchengrößen und Prominente zu Gast. Unter ihnen waren auch:
- Wolfgang Amadeus Mozart
- Prinzregent Luitpold von Bayern
- König Ludwig III. von Bayern
- Joseph Alois Ratzinger, nachmals Papst Benedikt XVI.
- Friedrich Kardinal Wetter
- Franz Josef Strauß
- Albert von Thurn und Taxis
- Gloria von Thurn und Taxis
- Hubert de Givenchy
- Ruth Maria Kubitschek
- Oliver Bierhoff
- Alfred Müller-Armack
- Roman Herzog
- Richard von Weizsäcker
- Erwin Teufel
- Franz von Bayern